# Chicano rap
Chicano rap – podgatunek muzyki hip-hopowej, a także podgatunek Gangsta rapu, powstały w 1988 roku w Stanach Zjednoczonych. Jest wykonywany głównie przez Amerykanów meksykańskiego pochodzenia (zwanymi dalej chicano – stąd nazwa podgatunku), ale także przez amerykańskich i australijskich raperów również z meksykańskimi korzeniami.
Prekursorem podgatunku jest meksykańskiego pochodzenia raper Kid Frost, który jest uznawany za pierwszego wykonawcę chicano rapu oraz kubańskiego pochodzenia Mellow Man Ace, uważany za ojca chrzestnego tej muzyki. Ich utwory (m.in. „La Raza”, czy „Mentirosa”) zwróciły uwagę wielu innych chicano raperów w Stanach Zjednoczonych, którzy zainspirowani usłyszanymi utworami sami zaczęli tworzyć swoje, rozwijając ten podgatunek.